# Fruen på Hamre
Fruen på Hamre er en dansk film fra 2000.
- Manuskript Vinca Wiedemann, frit efter Morten Korch.
- Instruktion Katrine Wiedemann.

Blandt de medvirkende kan nævnes:
- Bodil Jørgensen
- Bjarne Henriksen
- Rikke Louise Andersson
- Nicolaj Kopernikus
- Erik Wedersøe
- Tommy Kenter
- Solbjørg Højfeldt
- Finn Nielsen
- Lene Brøndum
- Ole Thestrup
- Kjeld Nørgaard
- Holger Perfort
- Claus Strandberg
- Benny Poulsen

## Eksterne links
- Fruen på Hamre på Internet Movie Database (engelsk)
- Fruen på Hamre på Filmdatabasen
- Fruen på Hamre på danskefilm.dk
- Fruen på Hamre på danskfilmogtv.dk
- Fruen på Hamre på Scope
- Fruen på Hamre på AllMovie (engelsk)
- Fruen på Hamre på Turner Classic Movies (engelsk)
- Fruen på Hamre på The Movie Database (engelsk)
- Fruen på Hamre på Filmaffinity (engelsk)